# 4-ヒドロキシ安息香酸CoAリガーゼ
4-ヒドロキシ安息香酸CoAリガーゼ(4-hydroxybenzoate-CoA ligase、EC 6.2.1.27)は、以下の化学反応を触媒する酵素である。
ATP + 4-ヒドロキシ安息香酸 + CoA{\displaystyle \rightleftharpoons }AMP + 二リン酸 + 4-ヒドロキシベンゾイルCoA
従って、この酵素の3つの基質はATPと4-ヒドロキシ安息香酸とCoA、3つの生成物はAMPと二リン酸と4-ヒドロキシベンゾイルCoAである。
この酵素は、リガーゼ、特に酸-チオールリガーゼに分類される。系統名は、4-ヒドロキシ安息香酸:CoAリガーゼ(AMP生成)である。その他よく用いられる名前に、4-hydroxybenzoate-CoA synthetase、4-hydroxybenzoate-coenzyme A ligase (AMP-forming)、4-hydroxybenzoyl coenzyme A synthetase、4-hydroxybenzoyl-CoA ligase等がある。
この酵素は、安息香酸の分解に関与している。

## 構造
2007年末時点で、この酵素の1つの構造が解明されている。蛋白質構造データバンクのコードは、2V7Bである。